# Fressines
Fressines is een gemeente in het Franse departement Deux-Sèvres (regio Nouvelle-Aquitaine) en telt 1079 inwoners (1999). De plaats maakt deel uit van het arrondissement Niort.

## Geografie
De oppervlakte van Fressines bedraagt 9,6 km², de bevolkingsdichtheid is 112,4 inwoners per km².
De onderstaande kaart toont de ligging van Fressines met de belangrijkste infrastructuur en aangrenzende gemeenten.

## Demografie
Onderstaande figuur toont het verloop van het inwonertal (bron: INSEE-tellingen).